# Marehan
Marehan (Somaliska: Mareexaan,  Arabiska: مريحان , Marehan bin Ahmed bin Abdirahman bin Is'mail bin Ibrahim al Jaberti) är en somalisk klan. Klanen utgör en del av huvudstammen Darood, som i sin tur utgör en del av Sade-förbundet. Majoriteten av Marehan är bosatta i Gedo- och Jubaregionerna, i Galguduud och Mudugregionen i centrala Somalia, Ogadenregionen i Etiopien samt i nordöstra provinsen i Kenya. Bland de mest kända medlemmarna i klanen återfinns den förra presidenten Siyaad Barre och den nuvarande presidenten Mohamed Abdullahi Mohamed (Farmaajo). 
Enligt vissa myndigheter kan termen "myrra" ha härstammat från Marehan.

## Några framstående personer
- [1]Siad Barre, president i Somalia från 1969 till 1991
- Ali Shire Warsame, tidigare parlamentsledamot för Dhusamareb
- Barre Adan Shire Hiiraale, fraktionsledare och tidigare försvarsminister
- Abdullahi Hagi Hassan Bushkin, Minister för turism från 1979 till 1985 sedan ordförande för politibyrå och informationsministeriet.
- Ahmed Farah Ali 'Idaja', forskare i litteratur och utgivare av skriftlig folklore
- Fatimo Isaak Bihi, den första somaliska kvinnliga ambassadören, ambassadör i Genève, direktör för Afrikanska avdelningen vid utrikesdepartementet
- Abdulrahman Jama Barre, före detta utrikesminister samt före detta finansminister i Somalia
- Ahmed Mohamed Hassan, medlem av det panafrikanska parlamentet från Djibouti
- Shire Jama Ahmed, uppfinnare av det somaliska latinskriptet
- Ali Matan Hashi, första somaliska piloten, befälhavare för det somaliska flygvapnet 1959-1978, justitieminister, hälsominister
- Ahmed Warsame, chef för den somaliska militärakademin
- Aden Ibrahim Aw Hirsi, tidigare guvernör i Gedo-regionen
- Mohammed Sheikh Adden, tidigare chef för Somalisk Teknologisk Utveckling, informationsminister, utbildningsminister och chef för ideologibyrån SRRC
- Abdi Shire Warsame, tidigare Somalias ambassadör i Kenya och Kina samt tidigare utrikesdepartementets statsminister i övergångsregeringen
- Omar Haji Massale, tidigare chef för Somalias militära styrkor
- Burale Sheikh Ali Ahmed, före detta domare i Somali-demokratiska republiken.
- Yusuf Osman Dhumal, tidigare arméchef
- Mohamed Abdullahi Mohamed, Somalias president (2017-nuvarande), tidigare Somalias premiärminister (2010-2011)
- Abdi Farah Shirdon, före detta premiärminister i Somalia
- Abdiweli Sheikh Ahmed, premiärminister i Somalia
- Abdulkadir Sheikh Dini, Somalias försvarsminister